# Vlag van de Republiek Juliana

Vlag van de Republiek Juliana

De vlag van de Republiek Juliana was een horizontale driekleur in de kleuren groen, wit en geel.
De Republiek Juliana werd op 24 juli 1839 gesticht en zou op 15 november van dat jaar weer ontbonden worden. De vlag werd in gebruik genomen op 10 september.